# Ґрунтозахисне лісонасадження (Токмакський район)
Ґрунтозахисне лісонасадження — ландшафтний заказник місцевого значення. Об'єкт розташований на території Токмацького району Запорізької області, північно-західна околиця міста Токмак, Токмакське лісництво, квартал №19.
Площа — 140 га, статус отриманий у 1984 році.